# Malborski
Malborski là một huyện thuộc tỉnh Pomorskie của Ba Lan. Huyện có diện tích 494 km². Đến ngày 1 tháng 1 năm 2011, dân số của huyện là 62948 người và mật độ 127 người/km².